# Nyctalus furvus
Nyctalus furvus és una espècie de ratpenat de la família dels vespertiliònids. Viu al Japó. El seu hàbitat natural són els boscos primaris. Es refugia en buits d'arbres, i una colònia d'hibernació es va trobar en un edifici. Les amenaces significatives per a la supervivència d'aquesta espècie són la desforestació dels boscos primaris de fulla perenne a les regions temperades càlides, sobretot per a l'agricultura, la conversió a plantacions de coníferes i el desenvolupament d'infraestructures per a l'expansió dels assentaments humans.